# Gospa Devlet
Gospa Devlet (Devletşah; ime s naslovima: Devletlu İsmetlu Daulat Hātûn Hazretleri; osmanski turski: دولت شاه خاتون‎) (1365. – 1414.) bila je jedna od žena osmanskog sultana Bajazida I. te majka sultana Mehmeda I.
Bila je kći šaha Sulejmana od Germiyana, a rođena je u Kütahyi. Majka joj je bila dama Mutahhare Abide, kći sultana Walada.
Devlet se 1378. udala za Bajazida. Umrla je 1412. ili 1414. godine te je pokopana u Bursi.